# Tjärnö marina laboratorium
Tjärnö marina laboratorium är en del av Marina infrastrukturen vid Göteborgs universitet. 
Tjärnö marinzoologiska station grundades 1963 som en fältstation för undervisning i marin zoologi.  Platsen, på Tjärnö i Strömstads kommun i norra Bohuslän, valdes för närheten till den djupa och artrika Kosterfjorden. Under 1970-talets första hälft blev stationen bemannad året runt och forskare valde Tjärnö som sin fasta arbetsplats. 
Verksamheten expanderade och breddades under föreståndarna Lars Afzelius (1974–1999) och Kerstin Johannesson (1999–2023). Både Göteborgs universitet och Stockholms universitet var huvudmän för Tjärnö marina laboratorium, där omkring 75 personer arbetade före sammanslagningen. Sedan 2018 ingår stationen i Institutionen för marina vetenskaper vid Göteborgs universitet och är en del av den universitetsgemensamma forskningsinfrastrukturen.
Mycket av det förberedande inventeringsarbetet inför bildandet av Kosterhavets nationalpark har koordinerats och genomförts av Tjärnö marina laboratorium.
Vid laboratoriet finns forskningsfartygen R/V Nereus och R/V Doris och Sveriges artrikaste akvarium med över 200 olika arter av djur och alger som finns på svenska västkusten. Andra sommaraktiviteter för allmänheten är Barnens sommarlabb, utflykter med R/V Nereus och populärvetenskapliga föreläsningar.

## Bilder

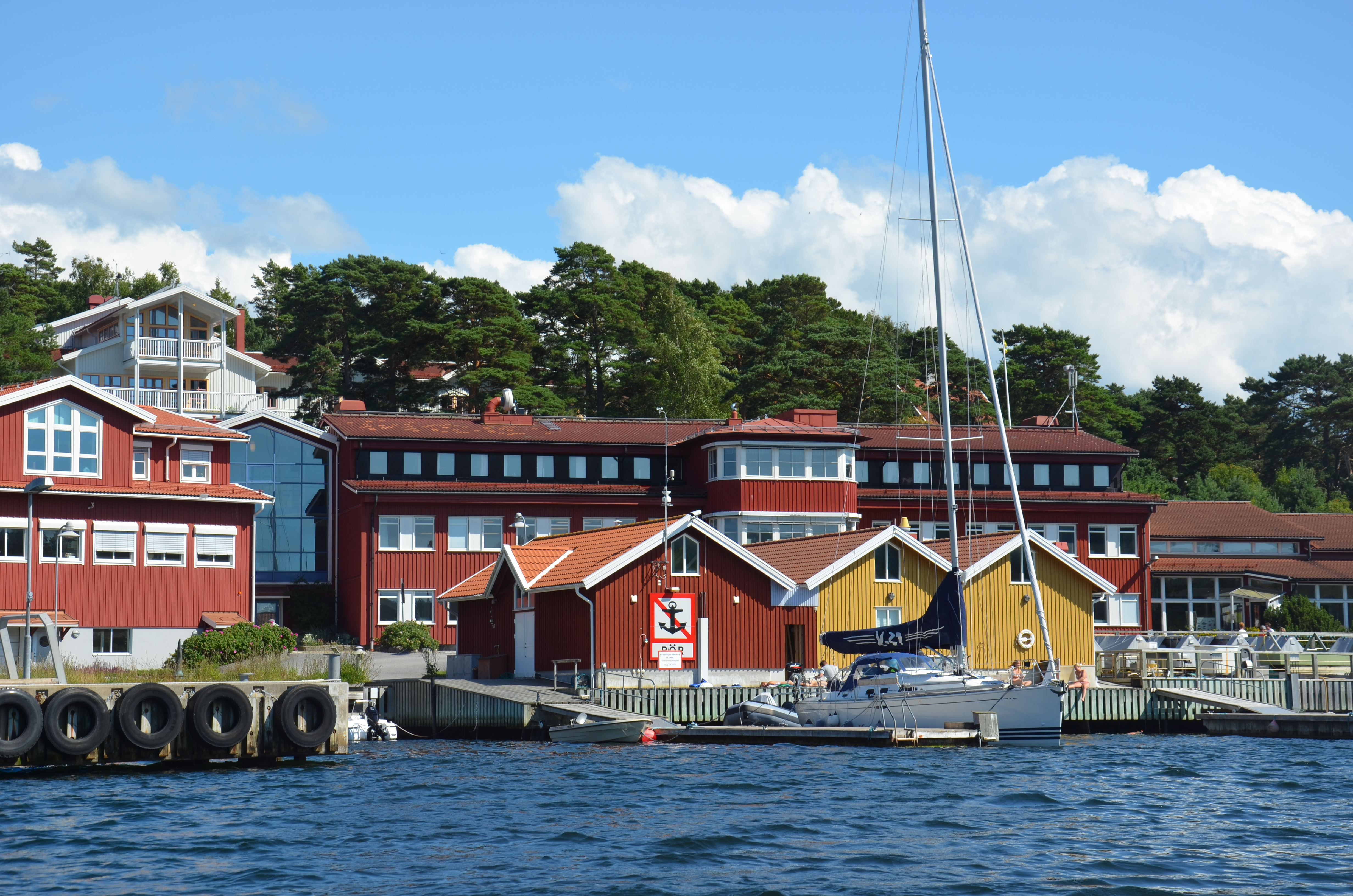
Tjärnö marina laboratorium
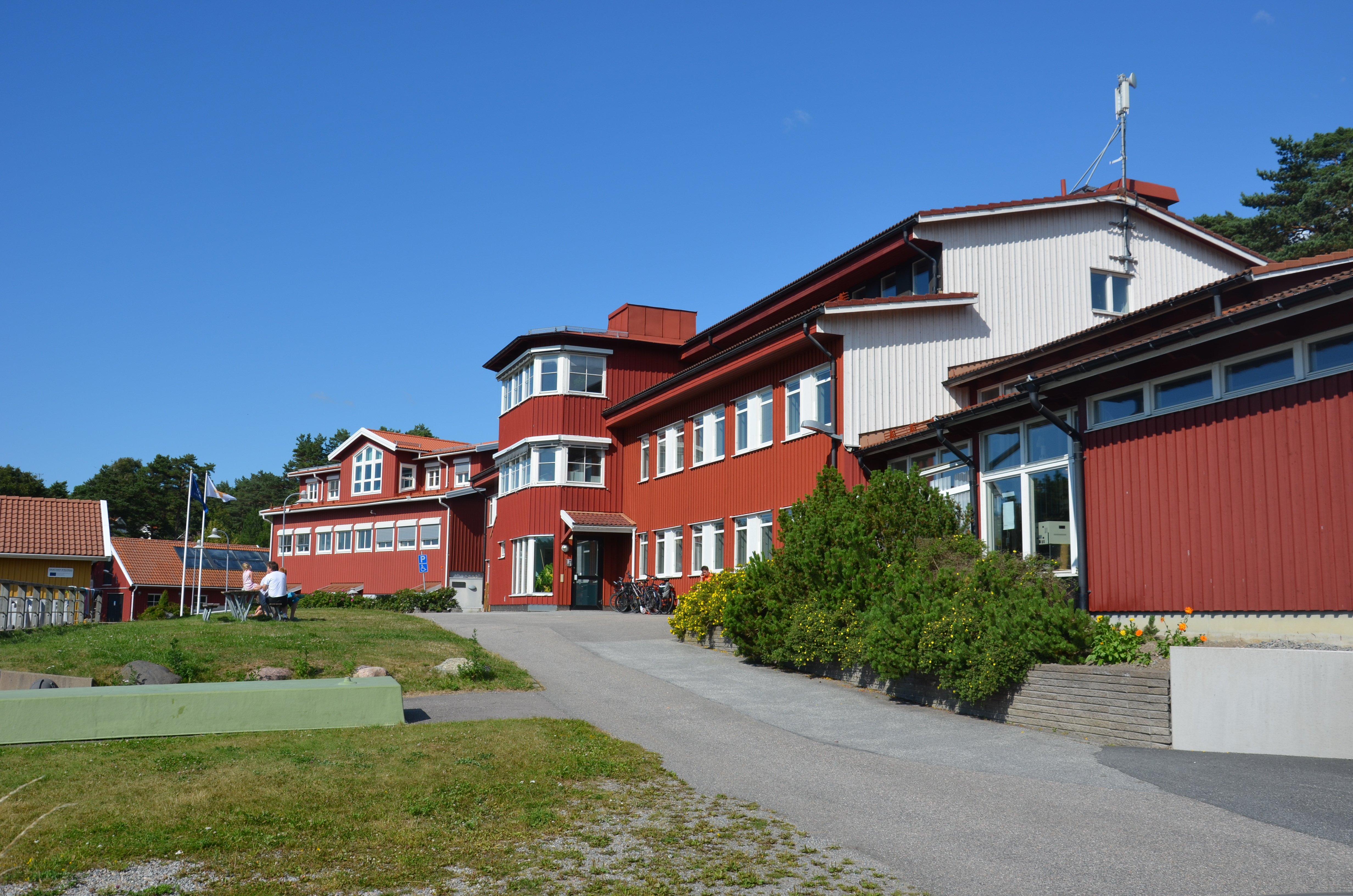
Tjärnö marina laboratorium
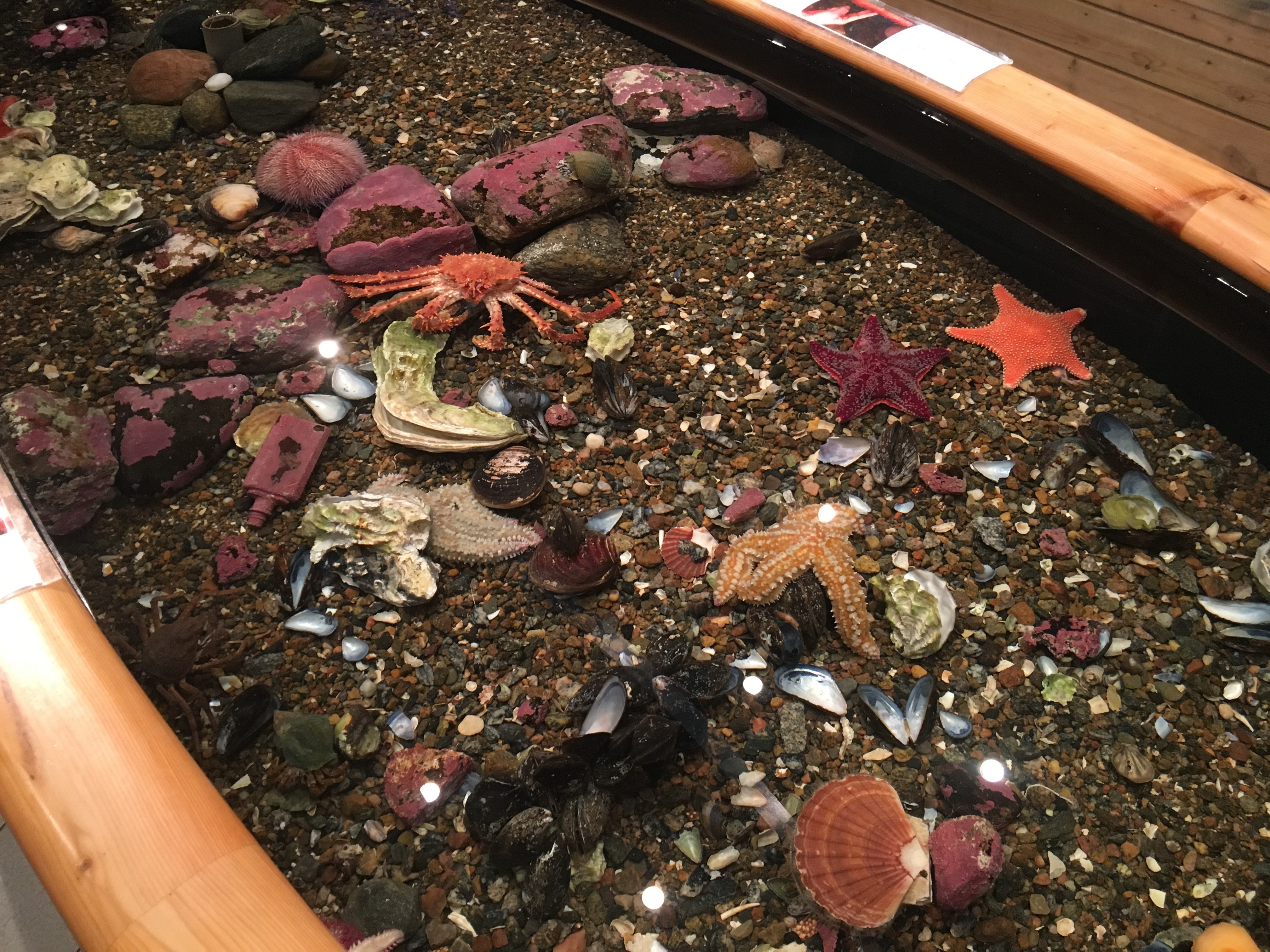
Klappakvarium på Tjärnö marina laboratorium
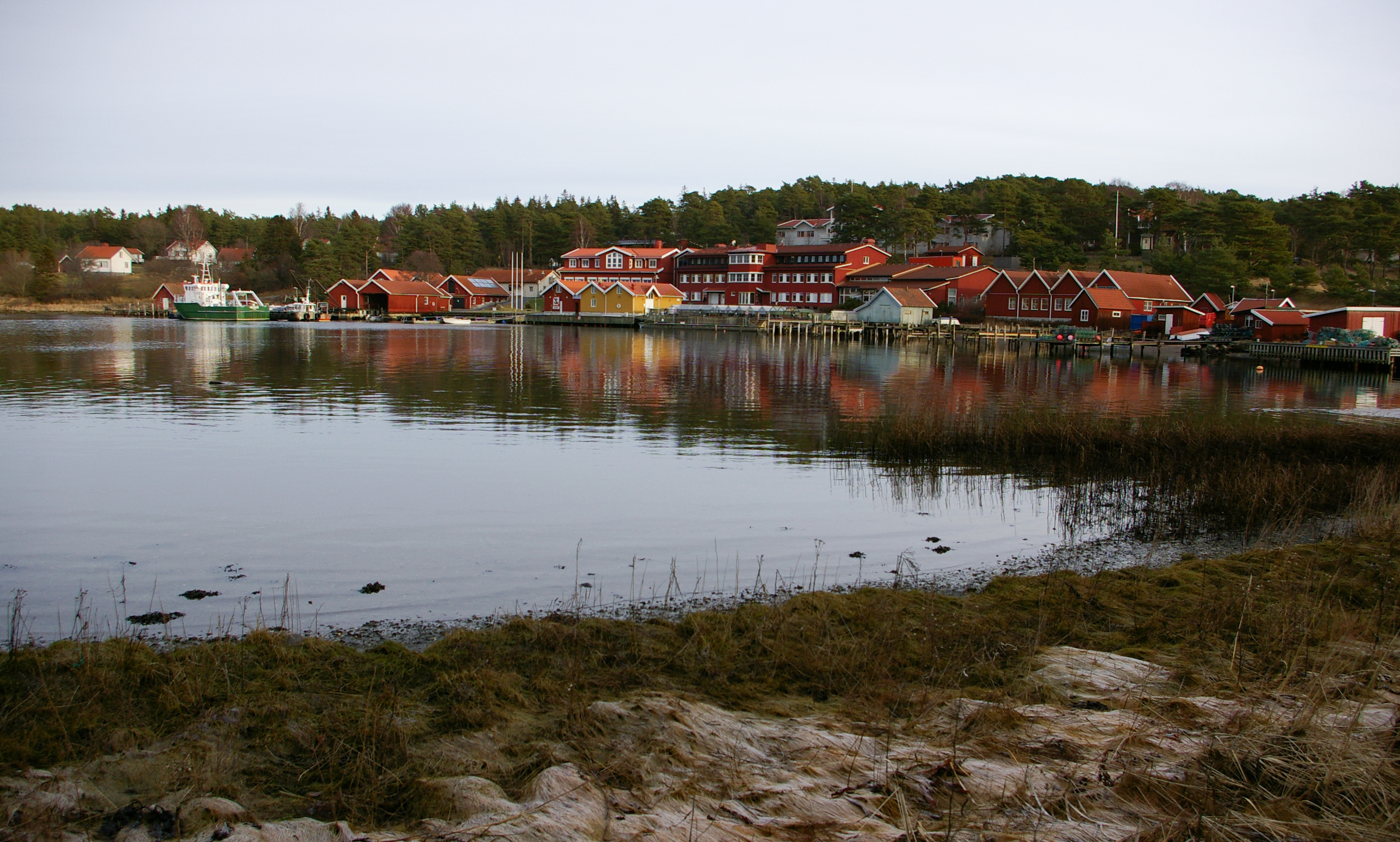
Tjärnö marina laboratorium, 2008